# Thomas Bulfinch

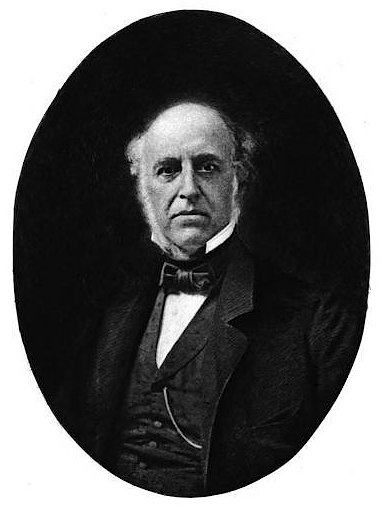
Thomas Bulfinch

Thomas Bulfinch (* 15. Juli 1796 in Newton, Massachusetts; † 27. Mai 1867 in Boston) war ein US-amerikanischer Bankier und Schriftsteller. Sein bekanntestes Werk ist Bulfinch’s Mythology, eines der bekanntesten Sagenbücher der amerikanischen Literatur.

## Leben
Bulfinch stammte aus einer mittelständischen Kaufmannsfamilie. Sein Vater war der bekannte Architekt Charles Bulfinch (1763–1844), der unter anderem das Kapitol in Washington, D.C. mitgestaltet hatte. Thomas Bulfinch studierte an der Harvard University, erlangte 1814 den Bachelorgrad und unterrichtete eine Zeit lang an der Bostoner Lateinschule. Den Traditionen seiner Familie entsprechend wechselte er in den kaufmännischen Bereich: Er arbeitete als Lagergehilfe und machte sich schließlich selbständig, hatte aber keinen Erfolg als Unternehmer. Ab 1836 verdiente er seinen Lebensunterhalt als Angestellter der Bostoner Handelsbank.
In seiner Freizeit war Bulfinch als Schriftsteller tätig. Er verfasste insgesamt acht Bücher, darunter eine Psalmensammlung und eine Schulausgabe von William Shakespeare.
Dem Lesepublikum der Vereinigten Staaten waren im 19. Jahrhundert die Sagen und Legenden aus Europa weitgehend unbekannt. Fremdsprachen und Weltliteratur wurden nur an den wenigsten Schulen gelehrt. In diese Lücke sprang Bulfinch, der aus Familie und Studium umfassende literarische Kenntnisse mitbrachte, mit seinen Nacherzählungen antiker und mittelalterlicher Mythen und Sagen. Seine Sagenbücher machten die antike Mythologie erstmals einem größeren Publikum in den Vereinigten Staaten zugänglich. Bei der Fassung der Mythen schloss sich Bulfinch am engsten an Vergil und Ovid an.
Die breite Rezeption von Bulfinch’s Mythology setzte ab 1881 ein, als das Werk unter diesem Titel von Edward Everett Hale herausgegeben wurde. Bulfinch’s Mythology war eine Zusammenstellung der drei Sagenbücher Bulfinchs: The Age of Fable (1855), The Age of Chivalry (1858) und Legends of Charlemagne (1863). Das Buch wurde mehrfach aufgelegt und gehört seitdem zu den populären Darstellungen antiker Mythologie im englischsprachigen Raum, vergleichbar mit Gustav Schwabs Sagen des klassischen Altertums.

## Schriften (Auswahl)
- Hebrew Lyrical History. Boston 1853
- The Age of Fable: Or, Stories of Gods and Heros. Boston 1855
- The Age of Chivalry. Boston 1858
- The Boy Inventor: A Memoir of Matthew Edwards, Mathematical-Instrument Maker. Boston 1860
- Legends of Charlemagne. Boston 1863
- Poetry of the Age of Fable. Boston 1863
- mit Stephen Greenleaf Bulfinch: Shakespeare Adopted for Reading Classes. Boston 1865
- Oregon and Eldorado. Boston 1866